# A1 Grand Prix
A1 Grand Prix, förkortas A1GP, var en racingklass som kördes med formelbilar med chassin, som från början var från Lola, men sedan byttes ut mot Ferrari. Till skillnad från andra racingklasser tävlade man för olika länder i A1 Grand Prix, istället för den mer vanligt förekommande "stall mot stall", till exempel A1 Team France.
Den första säsongen gick 2005/2006 med bland annat förare som Jos Verstappen, Scott Speed, Ralph Firman och Neel Jani.
A1 Team France vann den första säsongen enkelt före A1 Team Switzerland och A1 Team UK.
Till säsongen 2009/2010 lades serien ned.

## Säsonger

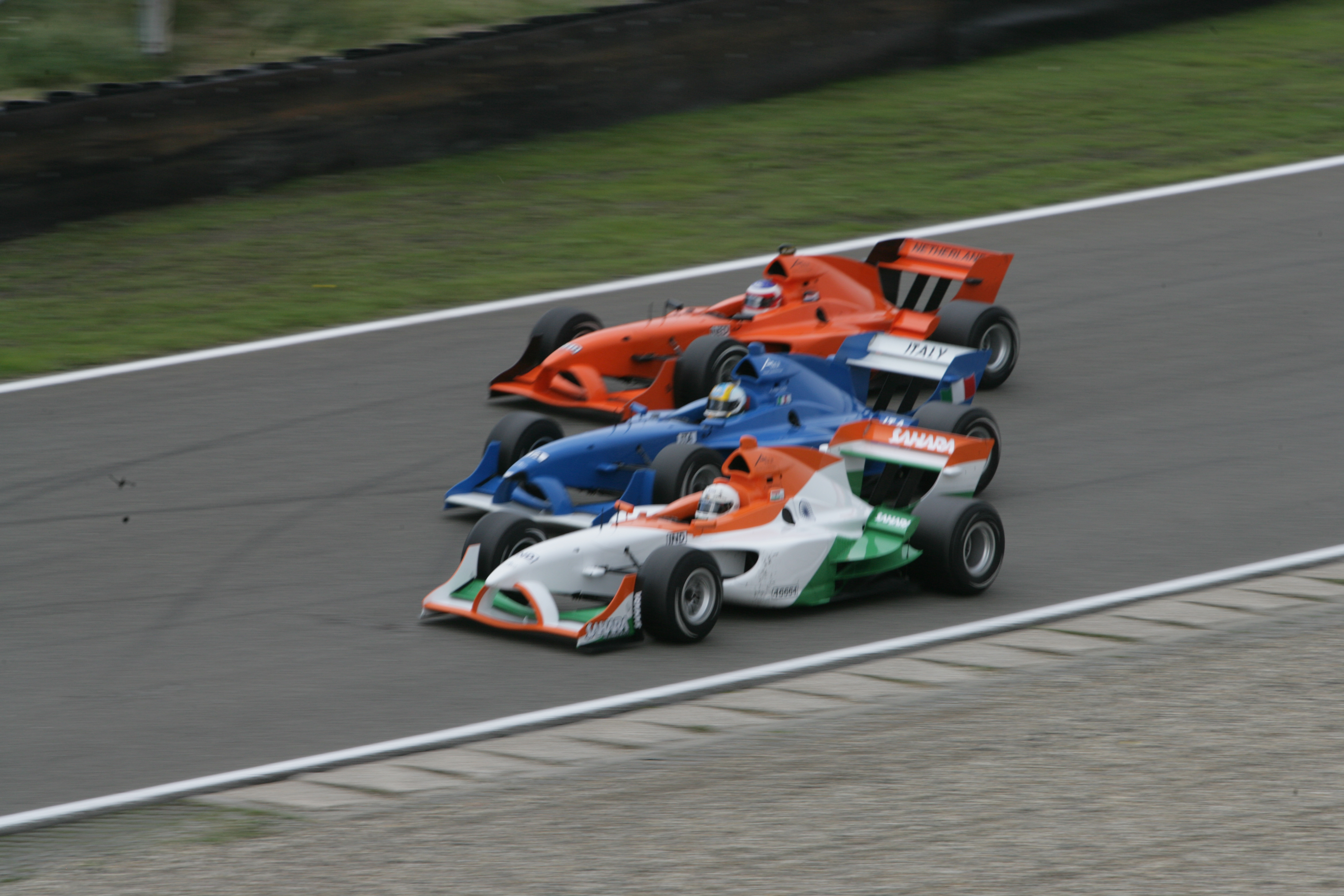
Tre länders team i hård kamp, A1 Team India, A1 Team Italy och A1 Team Netherlands.

| Säsong    | Mästare             |
| --------- | ------------------- |
| 2008/2009 | A1 Team Ireland     |
| 2007/2008 | A1 Team Switzerland |
| 2006/2007 | A1 Team Germany     |
| 2005/2006 | A1 Team France      |